# ロビンフッドの大冒険
『ロビンフッドの大冒険』（ロビンフッドのだいぼうけん）は、アレキサンドル・デュマの作品を原作とした日本のテレビアニメである。NHK衛星第2テレビジョンで1990年7月29日から1991年6月30日および1992年10月12日から同年10月28日に放送された。

## 概要
アレキサンドル・デュマ（大デュマ）の小説に『ロビン・フッドの冒険』があり、これが原作となっている。
1990年から、NHK衛星第2テレビジョンの「サンデーアニメ劇場」の枠で18時30分から19時の時間帯で全39話と総集編6本が放送された。同日の18時から放送の『カラス天狗カブト』とともにNHK衛星テレビ初のオリジナルアニメシリーズ作品である。
もともとは日本国外市場に向けて輸出することを目的に制作された作品で、未放映となった第40話から第52話の1クール分は、1992年に帯番組の「衛星アニメ劇場」の枠で18時30分から1話から再放送された際に放送された。
地上波では1999年10月から2000年11月にかけて、関西テレビにて聴覚障害者向けの字幕付で放送された。このバージョンではセリフだけでなく、効果音にも字幕を挿入するなど、一例の漫画を想わせるスタイルになっている。字幕版の制作はビデオ・メック。

## ストーリー
12世紀のイングランド・ノッチンガム州は、領主・アルウィン男爵の圧政によって支配されていた。ハンティングドン家は、その男爵に反抗したことから、館を焼き討ちに遭い、ロバート・ハンティングドン（通称：ロビン・フッド）と、その従兄弟達は、王領・シャーウッドの森に逃げ込んだ。ロビンは父の形見である弓を武器に、男爵に立ち向かうことを決意する。

## 登場人物
ロビン・フッド（本名：ロバート・ハンティングドン）
声 - 伊倉一恵
本作の主人公。生家のハンティングドン家はアルウィンに逆らったことから両親は事故に見せかけて殺害、さらに館を焼き討ちにされる。
彼は従兄妹と共に王領・シャーウッドの森に逃げ込み、ウィルや山賊たちなど仲間と共にアルウィンの圧政に立ち向かう。
武器は父親の形見である弓で、「心の汚れし者には引くことができない」とされる。その弓の持ち主にふさわしい正義感が強く、仲間想いの性格。
剣術も達人であった原作とは違い、弓以外の武器は特別に得意としていない。
マリアン・ランカスター
声 - 松井菜桜子
貴族・ランカスター家の令嬢。ランカスター家の身の証であり、森の財宝の鍵を握るという黄金の十字架を持っている。人質としてヒヤフォードとの婚礼を行うためノッチンガム城へ向かう途中、シャーウッドの森の山賊に襲われているところをロビン達に助けられ、以後彼と行動を共にする。
途中アルウィンへの憎しみから、力をつけて戦う必要性に目覚め、貴族のドレスを脱ぎ捨て、髪を切る。その後超能力に目覚め、一時期自分でも制御が効かなくなってしまう。
ウィルフレッド
声 - 三田ゆう子
ロビンの従兄。通称：ウィル。3人兄妹の長男で、ウィニフレッドとバルバラの兄。面倒見が良く、しっかり者。
物語後半、戦うことのできない自分を変えるためマッチに弟子入り、棒術を身につけ「疾風のウィル」と名乗るようになる。
ウィニフレッド
声 - 川村万梨阿
ロビンの従妹。3人兄妹の長女。ウィルの妹で、バルバラの姉。臆病な性格。
偶然の悪戯が重なり、山賊に奪われたマリアンの黄金の十字架を彼女が身に着けていたことからマリアンと勘違いされ、ノッチンガム城へさらわれてしまう。
バルバラ
声 - 池本小百合
ロビンの従妹。3人兄妹の次女。ウィルとウィニフレッドの妹。無邪気で楽天家。
ファング
シャーウッドの森に住んでいたムササビ。名前は、マリアンに名付けられた。ロビン達に懐いている。
リトル・ジョン
声 - 島田敏
シャーウッドの森の山賊の頭領。本人は「グレート・ジョン」と名乗るが、ロビン達からは皮肉を込めて「リトル・ジョン」と呼ばれている。気が強く言動も荒っぽいが、仲間想いで意外と優しい。アルウィンが率いる兵士達に住処を焼き払われてから、ロビン達と行動を共にするが、事ある毎に彼と対立する。ウィニフレッドに気があり、黄金の十字架をプレゼントしたのだが、それが彼女の運命を大きく変えてしまうこととなる。
マッチ
声 - 田中真弓
ジョンの一番の子分。実家は粉屋。棒術を得意としており「稲妻のマッチ」を名乗る。お調子者。手先が器用。
気を失っていたマリアンから、最初に黄金の十字架を盗んでしまった張本人。
ギルバート
声 - 関俊彦
黒薔薇騎士団の隊長。アルウィンの配下の騎士。
騎士としてのプライドを持ち、他を威圧する鋭い眼力を放つ。自信に裏打ちされた剣術の腕前は確か。幼いころ孤児となったところを妹クレオとともにアルウィンに拾われた恩があり、そのためアルウィンのやり方に反対することができずにいる。
傷を負うことなく無敗を続けていたことを誇りにしていたが、焼打ちにしたハンティングドン家の屋敷跡地でロビンと遭遇し、彼の放った矢で頬を傷つけられたことから、ロビンを宿敵と思うようになる。
ロビンに止めを刺そうと形見の弓を引こうとした際、引くことができず、「心の汚れし者」と判定されていた。
マリアンと会話したことで彼女に惹かれるが、立場の違いから彼自身を後々まで苦しめることになる。
タック
声 - 緒方賢一
シャーウッドの森の近くに住む僧侶。森に迷い込んだロビン達を助け、以後も彼らに協力してくれる。発明が好きで、目標は空を飛ぶこと。
変わり者ではあるが心は清く、ロビンの形見の弓を難なく引いている。
アルウィン男爵
声 - 江原正士
ノッチンガム州の領主。自らの野望の為に町を支配しており、逆らった者は館を焼き打ちにする等、冷酷非道な性格から、町の人々に恐れられている。シャーウッドの森に逃げ込んだロビン達と黄金の十字架を狙っている。
ヒヤフォード僧正
声 - 島香裕
アルウィンに莫大な資金を提供している僧正。マリアンとの結婚を目論んでいる。アルウィンと行動を共にすることが多い。
クレオ
声 - 本多知恵子
ギルバートの妹。両親はおらず、修道院で暮らしている。アルウィンの策略で、ロビンを仇と思い込み、彼と敵対することになる。後に、黒薔薇騎士団に入団する。
ギズボーンのガイ
賞金稼ぎで殺し屋を営む3人組。アルウィンから山賊討伐を依頼される。3人とも大柄で強靭な肉体を持ち、山賊達の罠も一切通じない。無口で、非道な性格。
ジョン公
声 - 二又一成
イングランド国王。
グール
声 - 田中正彦
黒薔薇騎士団の騎士。
オズマ
声 - 伊藤和晃
黒薔薇騎士団の騎士。
ランカー
声 - 辻つとむ
黒薔薇騎士団の騎士。
リチャード1世
声 - 麦人
イングランド国王、ジョンの王兄。

## 用語
シャーウッドの森
ノッチンガム州の王領となる森。ジョン率いる山賊やタックが住んでいる。ここには、不思議な力があるとされ、ペガサスや妖精がいるらしい。
ノッチンガム城
アルウィンの治めるノッチンガム州内の城。
城の上部には「火喰竜」と呼ばれる、巨大な竜の頭を模した大砲が隠されており、火薬の詰まった樽を打ち出すことができる。
黄金の十字架
マリアンが持つ十字架。シャーウッドの森の財宝を手に入れるため必要とされている。
黒薔薇騎士団（くろばらきしだん）
アルウィンに仕える騎士団。ギルバートが隊長を務めている。

## スタッフ
- 原作 - アレクサンドル・デュマ
- 制作 - 村上憲一、伊原英夫
- 監督 - 真下耕一
- キャラクターデザイン - 工藤柾輝
- 美術監督 - 新井寅雄
- 文芸構成 - 川崎裕之
- 音楽 - 岩崎文紀
- アニメーション - タツノコプロ
- アニメーションプロデューサー - 九里一平、成嶋弘毅、本村眞章
- 共同制作 - NHKエンタープライズ
- 制作・著作 - NHK[4]

## 主題歌
オープニング「Wood Walker」
作詞 - 安藤芳彦／作曲 - 山梨鐐平／編曲 - 奥慶一／歌 - 下成佐登子
エンディング「星空のラビリンス」
作詞 - 安藤芳彦／作曲 - 山梨鐐平／編曲 - 奥慶一／歌 - 下成佐登子

## 各話リスト
| 話数   | サブタイトル              | 脚本              | 絵コンテ          | 演出            | 作画監督 | 放送日          |
| ------ | ------------------------- | ----------------- | ----------------- | --------------- | -------- | --------------- |
| 第1話  | 森のエトランゼ            | 川崎裕之          | 真下耕一          | 真下耕一        | 工藤柾輝 | 1990年 7月29日  |
| 第2話  | 不思議の森・シャーウッド  | 川崎裕之          | 坂田純一          | 小林哲也        | 工藤柾輝 | 8月5日          |
| 第3話  | 稲妻の彼方に              | 川崎裕之          | 真下耕一          | 真下耕一        | 平田智浩 | 8月12日         |
| 第4話  | 遠く遥かな調べ            | 伊東恒久          | 高木真司          | 中村喜則        | 中山由美 | 8月19日         |
| 第5話  | 無言の凶戦士              | 千葉克彦          | 工藤柾輝          | 大筆兵部        | 亀田貴志 | 8月26日         |
| 第6話  | やっぱり山賊 やっぱり貴族 | 川崎裕之          | 森川滋            | 森川滋          | 井口忠一 | 9月2日          |
| 第7話  | 背徳の道化師              | 千葉克彦          | 高木真司          | 高木真司        | 後藤正行 | 9月9日          |
| 第8話  | 突撃!ノッチンガム城       | 川崎裕之          | 殿勝秀樹          | 中村喜則        | 中山由美 | 9月16日         |
| 第9話  | 裏切りの紳士              | 伊東恒久          | 小林哲也          | 小林哲也        | 平田智浩 | 9月23日         |
| 第10話 | 暗黒の塔                  | 渡辺麻実          | 坂田純一          | 大筆兵部        | 亀田貴志 | 9月30日         |
| 第11話 | 略奪された四人の花嫁!?    | 川崎裕之          | 高木真司          | 高木真司        | 朴炯仁   | 10月7日         |
| 第12話 | 絶望のウェディングベル    | 千葉克彦          | 小林哲也          | 小林哲也        | 工藤柾輝 | 10月14日        |
| 第13話 | こわれてめでたい結婚式!   | 川崎裕之          | 殿勝秀樹          | 殿勝秀樹        | 工藤柾輝 | 10月21日        |
| 第14話 | 朝焼けのシルエット        | 伊東恒久 鶴田恵子 | 中村隆太郎        | 川端良広        | 亀田貴志 | 11月11日        |
| 第15話 | 過去からの贈物            | 伊東恒久          | 坂田純一          | 高村彰 真下耕一 | 中山由美 | 11月18日        |
| 第16話 | 霧の中のさよなら          | 川崎裕之          | 小林哲也          | 小林哲也        | 平田智浩 | 11月25日        |
| 第17話 | 涙、涙の山賊根性!         | 千葉克彦          | 古川順康          | 高瀬節夫        | 井口忠一 | 12月2日         |
| 第18話 | この緑 誰のもの!?         | 渡辺誓子          | 高木真司          | 川端良広        | 亀田貴志 | 12月9日         |
| 第19話 | 魔法使いの来た日          | 千葉克彦          | 殿勝秀樹          | 殿勝秀樹        | 井口忠一 | 12月16日        |
| 第20話 | 恨みの心に弓が泣く        | 川崎裕之          | 中村隆太郎        | 小林哲也        | 後藤正行 | 12月23日        |
| 第21話 | こんにちは、森の王様      | 伊東恒久          | 古川順康 千葉大輔 | 高村彰          | 郷敏治   | 1991年 1月13日  |
| 第22話 | 亡霊の棲む館              | 渡辺麻実          | 真下耕一          | 真下耕一        | 平田智浩 | 1月20日         |
| 第23話 | 炎の超常能力              | 千葉克彦          | 小林哲也          | 小林哲也        | 工藤柾輝 | 1月27日         |
| 第24話 | 黒い衣の聖女              | 川崎裕之          | 山口直樹          | 川端良広        | 亀田貴志 | 2月3日          |
| 第25話 | 激戦!黒薔薇騎士団         | 伊東恒久          | 中村隆太郎        | 高瀬節夫        | 井口忠一 | 2月10日         |
| 第26話 | 嵐の中の二重奏            | 川崎裕之          | 殿勝秀樹          | 殿勝秀樹        | 後藤正行 | 2月17日         |
| 第27話 | おっぱい大作戦!?          | 伊東恒久          | 松本佳久          | 高瀬節夫        | 亀田貴志 | 3月10日         |
| 第28話 | 天翔る山賊根性            | 千葉克彦          | 千葉大輔          | 千葉大輔        | 本多哲   | 3月17日         |
| 第29話 | そよ風の恋占い            | 渡辺麻実          | 高村彰            | 高村彰          | 工藤柾輝 | 4月7日          |
| 第30話 | 奇襲!お宝強奪隊           | 渡辺麻実          | 小林哲也          | 小林哲也        | 加野晃   | 4月14日         |
| 第31話 | お宝強奪隊の逆襲          | 千葉克彦          | 中村隆太郎        | 千葉大輔        | 郷敏治   | 4月21日         |
| 第32話 | 封印された心              | 千葉克彦          | 長見敏彦          | 高瀬節夫        | 井口忠一 | 4月28日         |
| 第33話 | 嵐にかけた願い            | 川崎裕之          | 中村隆太郎        | 高村彰          | 後藤正行 | 5月5日          |
| 第34話 | 復讐の黒い霧              | 川崎裕之          | 平田智浩          | 千葉大輔        | 平田智浩 | 5月12日         |
| 第35話 | もうひとつの青春          | 伊東恒久          | 小林哲也          | 小林哲也        | 本多哲   | 5月19日         |
| 第36話 | もうひとつの誓い          | 伊東恒久          | 林正実            | 高瀬節夫        | 工藤柾輝 | 5月26日         |
| 第37話 | シャーウッドの燃える日    | 渡辺麻実          | 殿勝秀樹          | 殿勝秀樹        | 加野晃   | 6月2日          |
| 第38話 | 森の財宝                  | 川崎裕之          | 真下耕一          | 高村彰          | 井口忠一 | 6月9日          |
| 第39話 | 十字架に祈りをこめて      | 川崎裕之          | 小林哲也          | 小林哲也        | 工藤柾輝 | 6月16日         |
| 第40話 | 悪魔のささやき            | 川崎裕之          | 中村隆太郎        | 千葉大輔        | 後藤正行 | 1992年 10月12日 |
| 第41話 | イングランドの反逆者      | 千葉克彦          | 殿勝秀樹          | 高瀬節夫        | 加野晃   | 10月13日        |
| 第42話 | 真実の湖                  | 川崎裕之          | 坂田純一          | 小林哲也        | 本多哲   | 10月14日        |
| 第43話 | 決闘!ふたつの正義         | 伊東恒久          | 津田義三          | 津田義三 高村彰 | 朴炯仁   | 10月15日        |
| 第44話 | 不運を呼ぶ男              | 千葉克彦          | 平田智浩          | 千葉大輔        | 平田智浩 | 10月16日        |
| 第45話 | 憧れの女盗賊              | 渡辺麻実          | 真下耕一          | 高村彰          | 後藤正行 | 10月19日        |
| 第46話 | いかづちのビッグ          | 川崎裕之          | 小林哲也          | 小林哲也        | 本多哲   | 10月20日        |
| 第47話 | 澄んだ瞳の中に            | 川崎裕之          | 中村隆太郎        | 高瀬節夫        | 井口忠一 | 10月21日        |
| 第48話 | 全滅!森の山賊軍団         | 伊東恒久          | 高村彰            | 高村彰          | 斉藤文麻 | 10月22日        |
| 第49話 | 森の王子様                | 伊東恒久          | 千葉大輔          | 千葉大輔        | 朴炯仁   | 10月23日        |
| 第50話 | さよならの決意            | 渡辺麻実          | 真下耕一          | 高瀬節夫        | 敷島博英 | 10月26日        |
| 第51話 | 悪魔の戴冠式              | 川崎裕之          | 小林哲也          | 小林哲也        | 平田智浩 | 10月27日        |
| 第52話 | 少年は永遠に              | 川崎裕之          | 真下耕一          | 高村彰          | 井口忠一 | 10月28日        |

### 総集編
| サブタイトル                                       | 放送日          |
| -------------------------------------------------- | --------------- |
| シャーウッドの仲間たち 〜ロビンフッド登場〜        | 1990年 10月28日 |
| 森の英雄大活躍! 〜戦えロビンと仲間たち〜           | 11月4日         |
| 森の息吹きを感じて 〜夢と冒険のシャーウッド〜      | 1991年 2月24日  |
| くだけ!アルウィンの野望 〜マリアンの新たなる戦い〜 | 3月3日          |
| 優しい心を取り戻せ 〜クレオの涙は誰のために〜      | 6月23日         |
| ほろびゆく森を救え! 〜ロビンフッド最後の戦い〜     | 6月30日         |